# Bandera (passe)
Dans le monde de la tauromachie, la bandera est une passe de muleta qui porte aussi le nom de « passe du drapeau ». C'est une passe de recours, spectaculaire mais sans grande valeur, que le torero utilise en dernier pour s'attirer les faveurs d'un public peu exigeant lorsqu'il affronte une animal manso.

## Description
Le matador l'exécute lorsque la charge du taureau n'est pas franche ou qu'il ne charge pas. L'animal restant immobile, c'est le matador qui se déplace.
Cette passe présente un danger si le torero l'utilise trop souvent, car elle oblige le taureau à relever la tête, ce qui rend l'estocade très aléatoire.
Il ne faut pas confondre cette expression « bandera » avec celle qui désigne un « toro de bandera », c'est-à-dire un animal d'une exceptionnelle bravoure qui est honoré d'un tour de piste après sa mort.